# Duje (Lied)
Duje (albanisch für „Lieben“) ist ein Lied, das von Enis Mullaj komponiert und von Eriona Rushiti getextet wurde. Die kosovarische Sängerin Albina Kelmendi und ihre Familie vertraten mit dem Titel Albanien beim Eurovision Song Contest 2023 in Liverpool, nachdem sie beim 61. Festivali i Këngës den Zuschauerpreis erhalten hatten.

## Hintergründe
Am 27. Oktober 2022 gab Radio Televizioni Shqiptar bekannt, dass Albina Kelmendi am kommenden Festivali i Këngës teilnehmen werde. Das Lied wurde nicht vorab veröffentlicht und wurde das erste Mal am 19. Dezember vorgestellt. Die Musik wurde von Enis Mullaj komponiert und der Text stammt von Eriona Rushiti, welche bereits mit Ktheju tokës den Wettbewerb gewinnen konnte.
Kelmendi und ihre Familie führten das Lied erstmals am 19. Dezember 2022 am ersten Halbfinale des Musikfestivals auf. Im am 23. Dezember stattfindenden Finale erreichten sie in der Juryabstimmung den zweiten Platz hinter Elsa Lila, welche das Festival gewann. Albina gewann jedoch die Zuschauerabstimmung und erhielt das Recht, Albanien beim kommenden Eurovision Song Contest zu vertreten.

## Inhaltliches
Laut Kelmendi handele der Titel um die Liebe innerhalb einer Familie, die geschützt werden müsse. Die Familie stehe über allem und stehe für Tugenden wie Respekt, Liebe und Dankbarkeit, weshalb es wichtig sei, diese zu bewahren. Kelmendi dementierte Interpretationen, wonach der Text von Duje von der Trennung eines Paares handele.

## Veröffentlichung
Bis Ende 2022 wurde das Lied lediglich live aufgeführt, nicht veröffentlicht, und es existierte noch keine Studioversion. Erst im März 2023 wurde eine überarbeitete Version veröffentlicht.

## Rezeption
Serbische Medien griffen die Auswahl Kelmendis und ihrer Familie auf, wonach sie den Liedtext dahingehend interpretierten, dass dieser über den Kosovo handele, was einen Bruch der Regeln des Eurovision Song Contest bedeute. Weiterhin wurde kritisiert, dass die Sängerin selbst aus dem Kosovo stamme, dessen Unabhängigkeit von Serbien nicht anerkannt wird. Darüber hinaus verstoße laut serbischer Medien die Telefonabstimmung im Kosovo beim Festivali i Këngës ebenfalls gegen ESC-Richtlinien.

## Beim Eurovision Song Contest
Albanien nahm mit dem Titel am 67. Eurovision Song Contest teil, der vom 9. bis 13. Mai 2023 stattfand. Der Titel wurde dem zweiten Halbfinale zugelost und startete dort an 14. Stelle. Er belegte mit 83 Punkten den 9. Platz und qualifizierte sich für das Finale. Dort erreichte er auf dem 10. Startplatz bei der Gesamtwertung mit 76 Punkten Platz 22.